# Jacques Presser
Jacob (Jacques) Presser, né le 24 février 1899 à Amsterdam et mort le 30 avril 1970 à Bergen aan Zee, est un historien, écrivain et poète néerlandais, connu principalement pour son livre  sur les persécutions et la déportation et l'assassinat des Juifs des Pays-Bas (Ondergang : De vervolging en verdelging van het Nederlandse Jodendom 1940-1945, Anéantissement : La persécution et l’extermination des Juifs néerlandais 1940-1945).
Son roman La nuit des girondins est préfacé et traduit en italien par Primo Levi.

## Biographie
Il est né dans l'ancien quartier juif d'Amsterdam, dans une famille relativement modeste, son père était tailleur de diamants. Pendant son enfance il a vécu à Anvers.
Il a étudié l'histoire, l'histoire de l'art et la langue néerlandaise. Lors de l'invasion allemande, il tente de se suicider, perd son travail, voit sa femme arrêtée et envoyée au camp d'extermination de Sobibor où elle meurt. Il s'est alors caché dans plusieurs endroits.

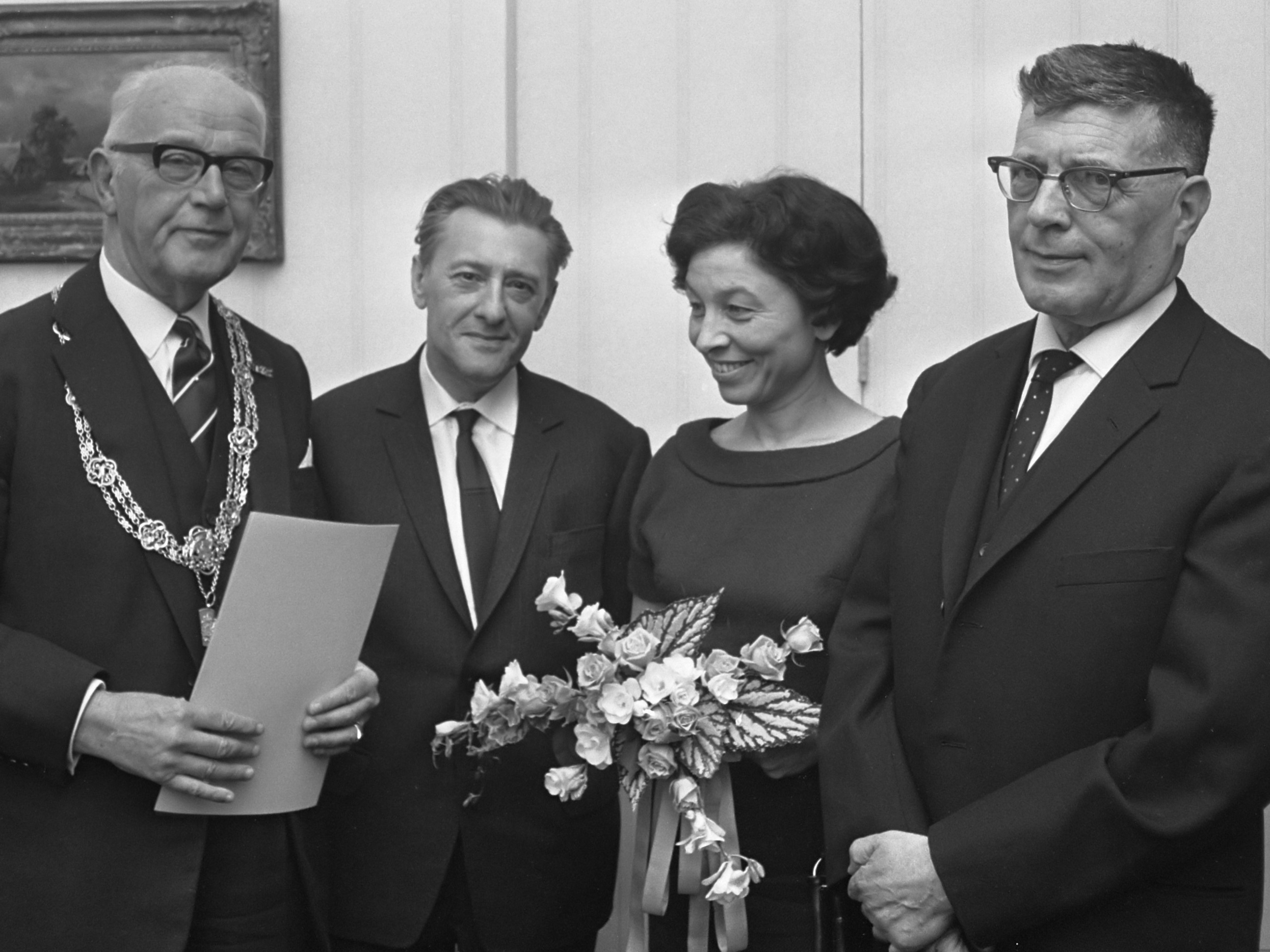
Hans Kolfschoten, Louis Paul Boon, Hanny Michaelis et Jacques Presser en 1967.

Après la guerre, il reprend son travail au Vossius Gymnasium, et enseigne aussi aux Beaux-arts d'Amsterdam. Il n'a jamais caché ses opinions politiques de gauche.

## Œuvres

### La nuit des  girondins
Ce récit romancé se déroule début 1943 au camp de transit de Westerbork.
Le personnage principal, Jacques Suasso Henriques, attend sa déportation, enfermé dans une cellule pour avoir donné un coup de poing à son supérieur Cohn, chef du service d’ordre au camp alors que Cohn maltraitait un des amis de Henriques, un juif pieux, au moment où celui-ci se prépare à entrer dans le train qui va l’emmener à Sobibor.
Juif assimilé, né et éduqué aux Pays-Bas, professeur de lycée, Jacques Suasso Henriques se laisse corrompre pour échapper au destin de ses compatriotes et devient à Westerbork la main droite du traître Cohn. Ce dernier occupe une place importante dans la hiérarchie du camp. Chaque semaine, il établit la liste de ceux qui doivent partir pour Auschwitz ou pour Sobibor. Vers la fin du livre, “Jacques” se transforme en “Jacob”, sauvé de la déchéance morale par les conversations avec le “rabbin”, Jeremia Hirsch, dont la foi et la certitude morale lui font trouver un soutien dans la culture juive et lui donnent la force de se révolter.
Par le biais des personnages de Cohn et de Henriques, Presser explore la zone indécise qui sépare bourreaux et victimes, phénomène dont on sait combien il a hanté Primo Levi jusqu’à ce qu’il le thématise dans son livre : Naufragés et rescapés, quelques mois avant sa mort.
Dans sa préface, Primo Levi écrit :  «Ce livre est un  récit de crise d'identité : le protagoniste la subit avec une telle intensité qu'il est divisé en deux. Vivent en lui le « moi » Jacques, assimilé, lié à la terre de Hollande mais non au peuple hollandais, intellectuel versatile et décadent, sentimentalement immature, politiquement suspect, moralement nul, et le « moi » Jacob, repris par le passé grâce à l'action et à l'exemple du « rabbin » Hirsch qui puise de la force dans ses racines juives jusque-là Ignorées ou niées, et qui se sacrifie pour sauver du néant ce Livre auquel Jacques ne croit pas. A combien de Juifs d'Europe n'est-il pas arrivé la même chose ?»